# Hop Exchange
Le Hop Exchange (littéralement : Bourse du Houblon) est un bâtiment classé Grade II se trouvant sur Southwark Street, à Londres, dans le Borough Londonien de Southwark. Ouvert en 1867, il servait de centre pour le commerce du houblon et de lieu de négociation pour l'industrie de la brasserie.

## Aperçu
Le houblon, introduit en Angleterre à partir des Pays-Bas, est encore utilisé dans l'industrie de la bière. Il est récolté dans des fermes (connues sous le nom de "hop gardens"), dans le Kent, et au cours du 19e siècle, était apporté en train jusqu'à la Gare de London Bridge, ou par bateau jusqu'à la Tamise. Le houblon était ensuite stocké dans les nombreux entrepôts du secteur. 
Le but de la Bourse du Houblon était de fournir un centre du marché unique pour les négociants en houblon. Un toit en verre permettait, sur le parquet du Grand Hall, la conduite des affaires sous la lumière naturelle. Il y avait beaucoup de bourses d'échange semblables à l'échelle de Londres, telles que la Bourse du Charbon, la Bourse des Métaux et celle des Actions, mais les bombardements pendant la guerre, les incendies, le réaménagement et la modernisation ont fait que la Hop Exchange est seul restée debout. Cependant, un incendie en 1920 a conduit à supprimer l'un des deux premiers étages, et la Bourse du Houblon a par la suite été convertie en bureaux.
En 2004 le Southwark Council a désigné le bâtiment pour y insérer la fameuse blue plaque commémorative, mais cela a été refusé.

## Images

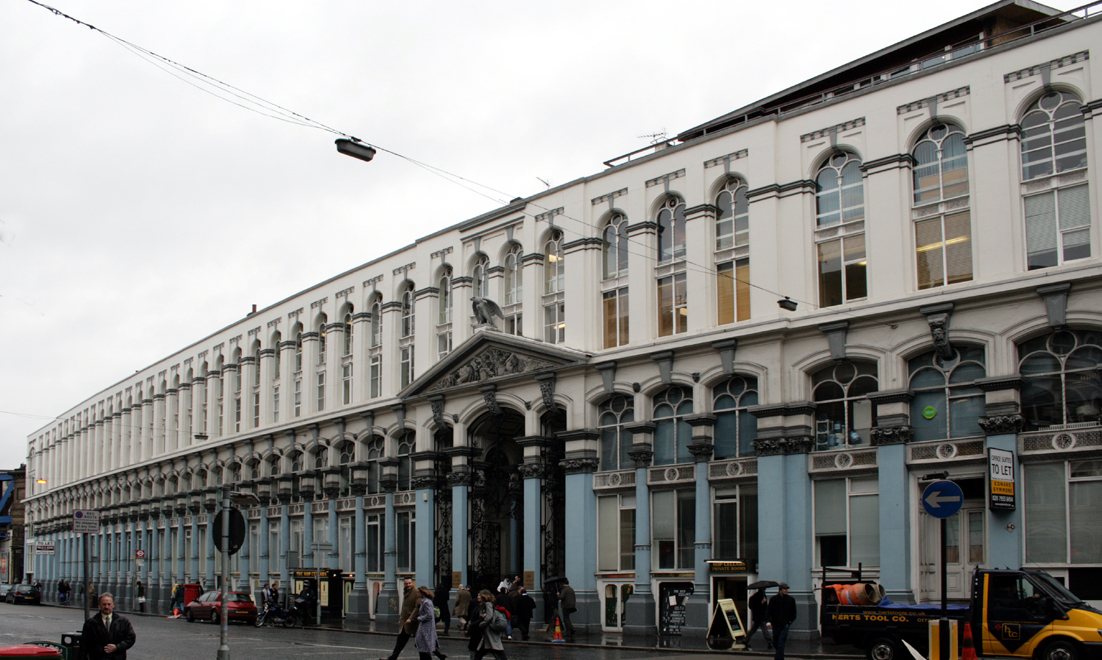
Façade Sud
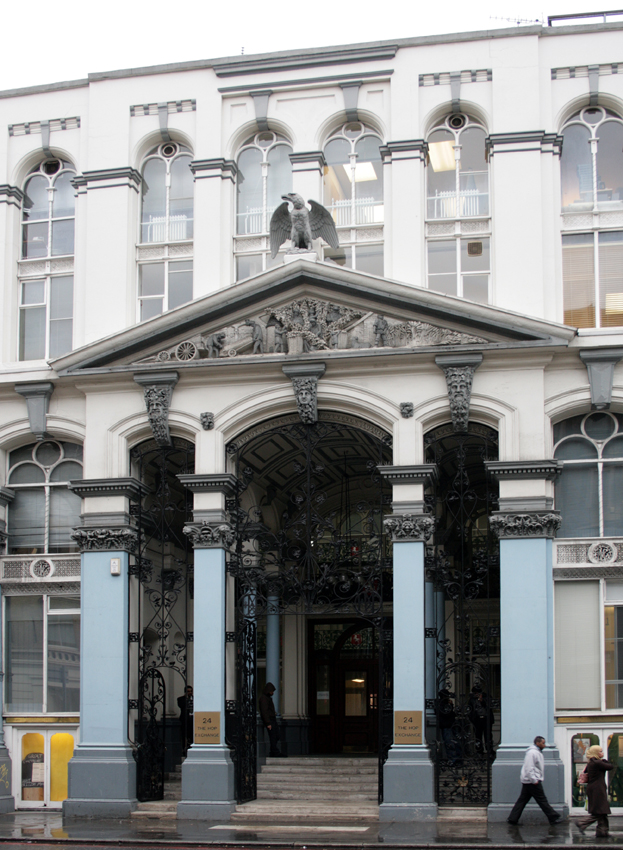
Entrée
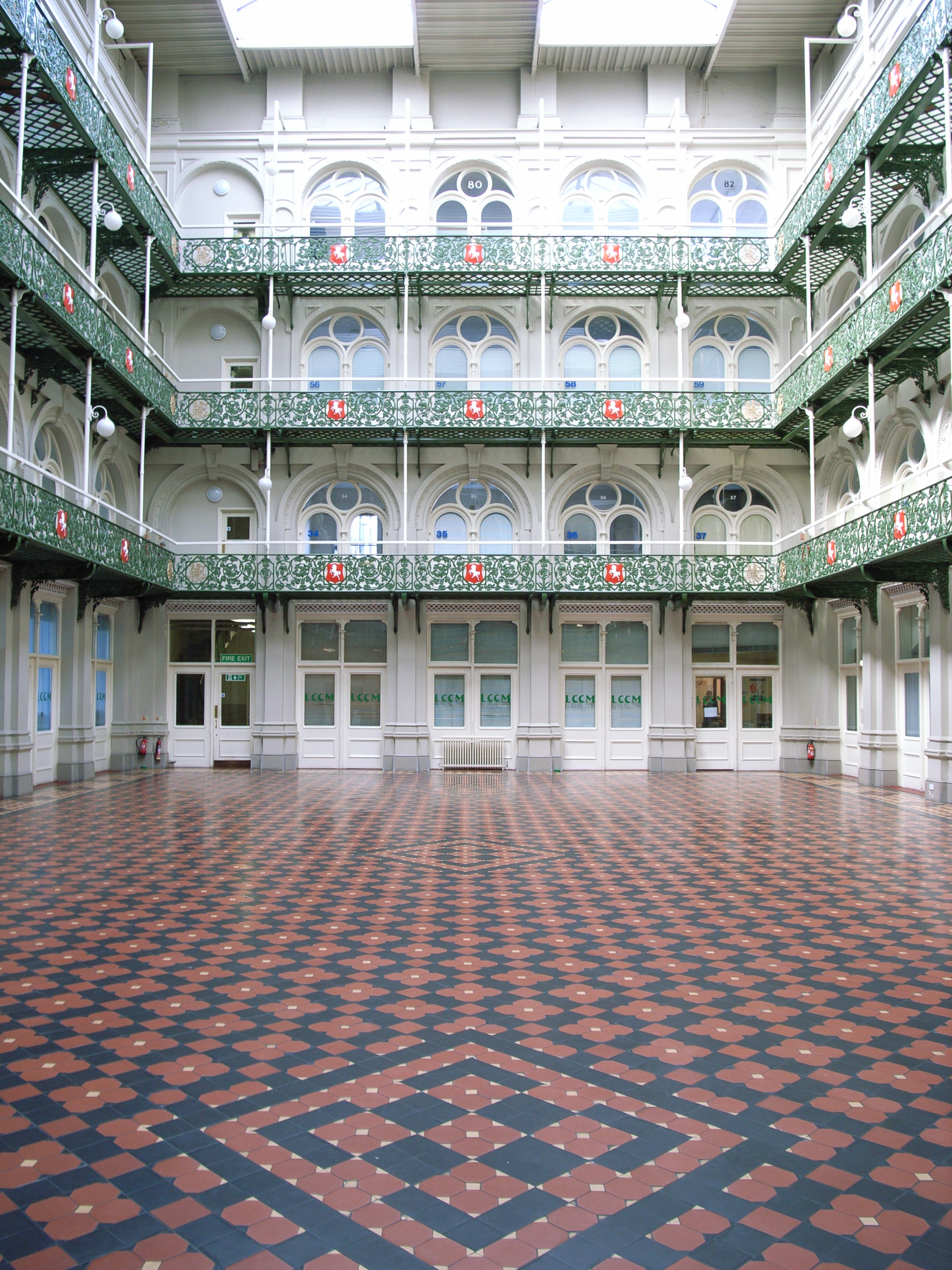
Grand Hall